# Warvillers

Warvillers este o comună în departamentul Somme, Franța. În 1 ianuarie 2022 avea o populație de 122 de locuitori.